# Jimmy O. Yang
Jimmy O. Yang, född 11 juni 1987 i Hong Kong, är en amerikansk skådespelare.
Yang har bland annat medverkat i TV-serien Space Force. Han har även medverkat i filmerna Apkungen och American Born Chinese.

## Filmografi (i urval)
- 2014–2019 – Silicon Valley (TV-serie)
- 2016 – Patriots Day
- 2019 – Lego-filmen 2
- 2020–2022 – Space Force (TV-serie)
- 2023 – American Born Chinese
- 2023 – Apkungen
- 2023 – Rallygänget – De snabba & de tuffa
- 2025 – Roofman